# گی پن دو بوآ
گی پن دو بوآ (فرانسوی: Guy Pène du Bois‎; ۴ ژانویهٔ ۱۸۸۴ – ۱۸ ژوئیهٔ ۱۹۵۸) نقاش، منتقد هنری و مربی هنر فرانسوی‌تبار اهل ایالات متحده آمریکا بود. آثارش بیشتر نمایانگر فرهنگ و جامعهٔ اطرافش بود؛ فضای کافه‌ها، سالن‌های تئاتر، و در قرن بیستم، فلاپرها موضوع غالب نقاشی‌های او بودند.